# ایستگاه‌های انجمن عیسی در بین گوارانی‌ها

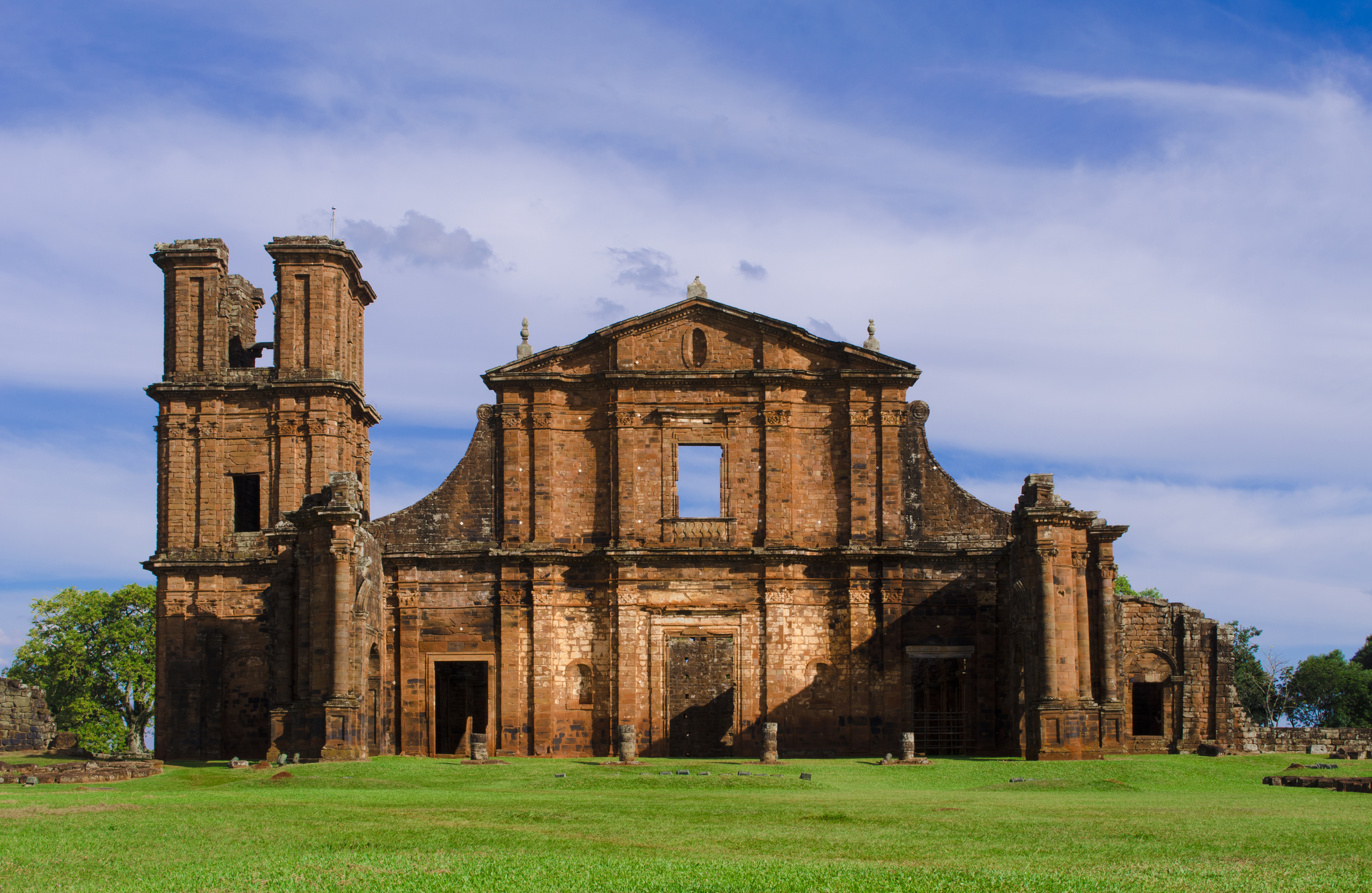
پایگاه یسوعی اسپانیایی سائو میگوئل داس میسیس، برزیل

ایستگاه‌های انجمن عیسی در بین گوارانی‌ها ریداکشنها نوعی محل سکونت برای مردم گوارانی (سرخپوستان) در منطقه ای بود که در مرزهای پاراگوئه امروزی، برزیل و آرژانتین قرار داشت) (مرز سه‌گانه). این ریداکش‌ها توسط انجمن عیسی کلیسای کاتولیک در اوایل قرن هفدهم ایجاد شد و در اواخر قرن هجدهم پس از اخراج یسوعی‌ها از قاره آمریکا کار این ایستگاه‌ها پایان یافت.

## نگارخانه

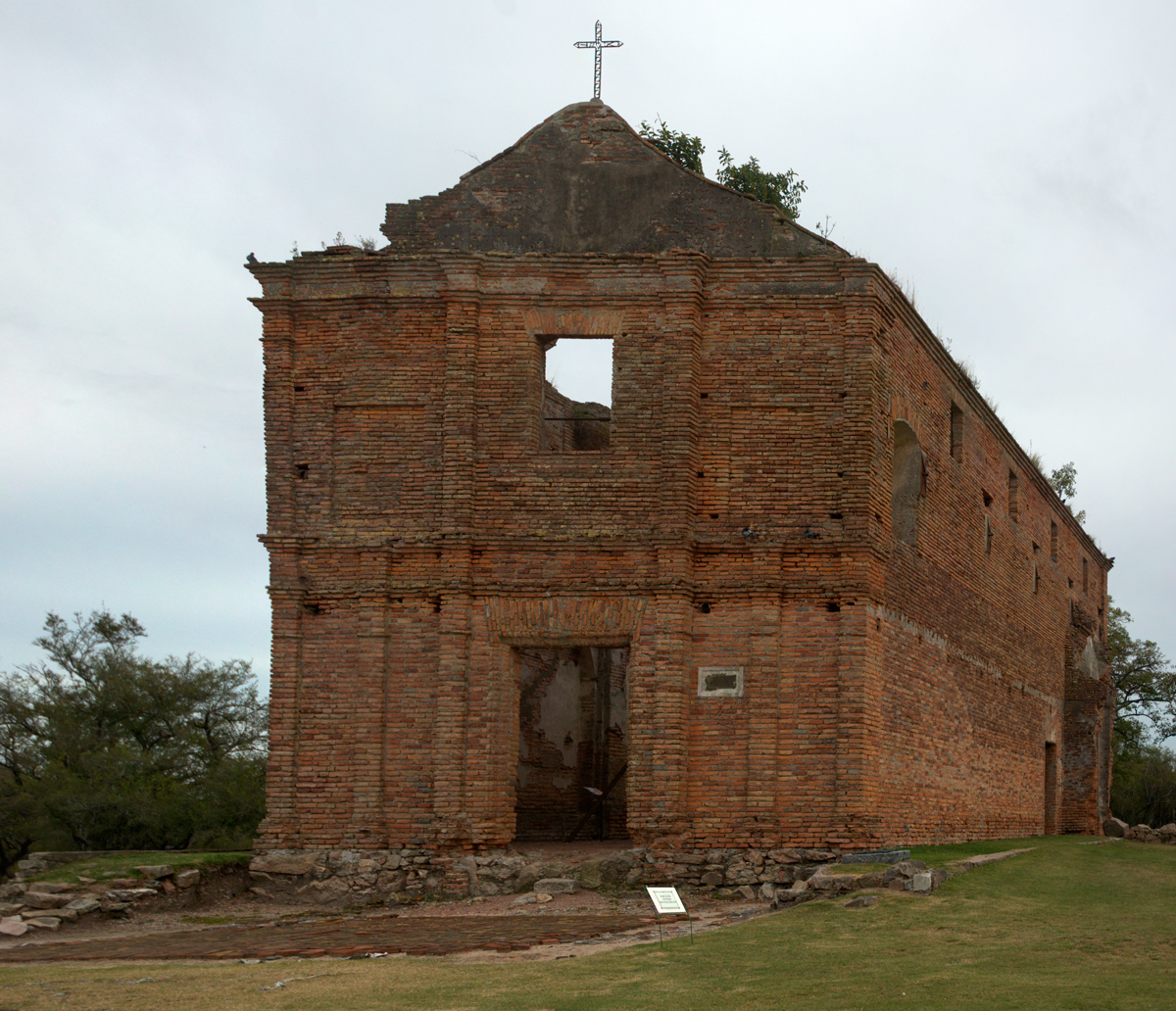
کلیسای ساخته شده توسط یسوعی‌ها در اروگوئه امروزی

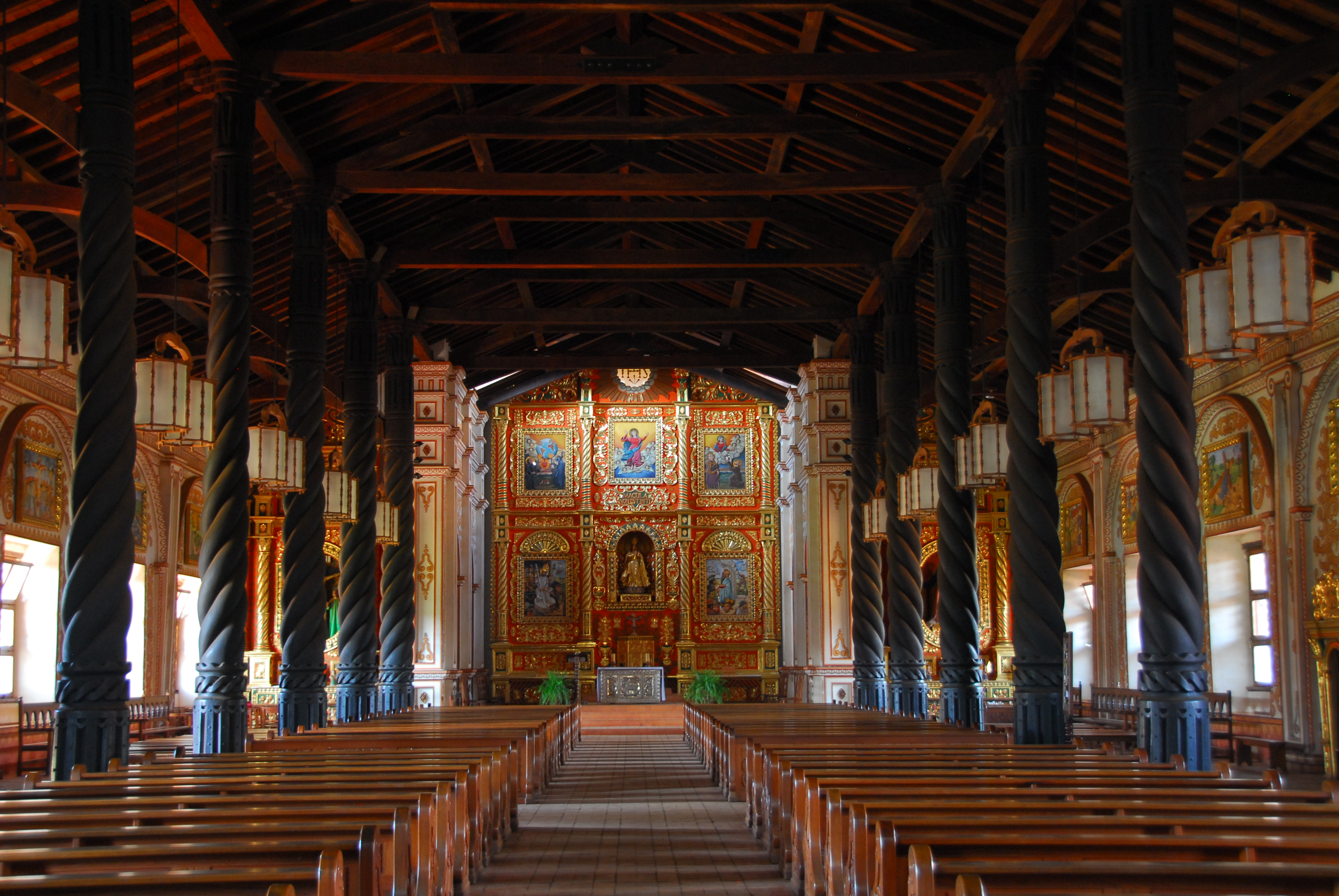
فضای داخلی یک کلیسای چوبی در سانتاکروز، بولیوی